# سیارک ۹۵۰۱۶
سیارک ۹۵۰۱۶ (به انگلیسی: 95016 Kimjeongho، نامگذاری:2002AA9) نود و پنج هزار و شانزدهمین سیارک کشف شده‌است که در ۹ ژانویه ۲۰۰۲ کشف شد.